# Diego Martínez Barrio

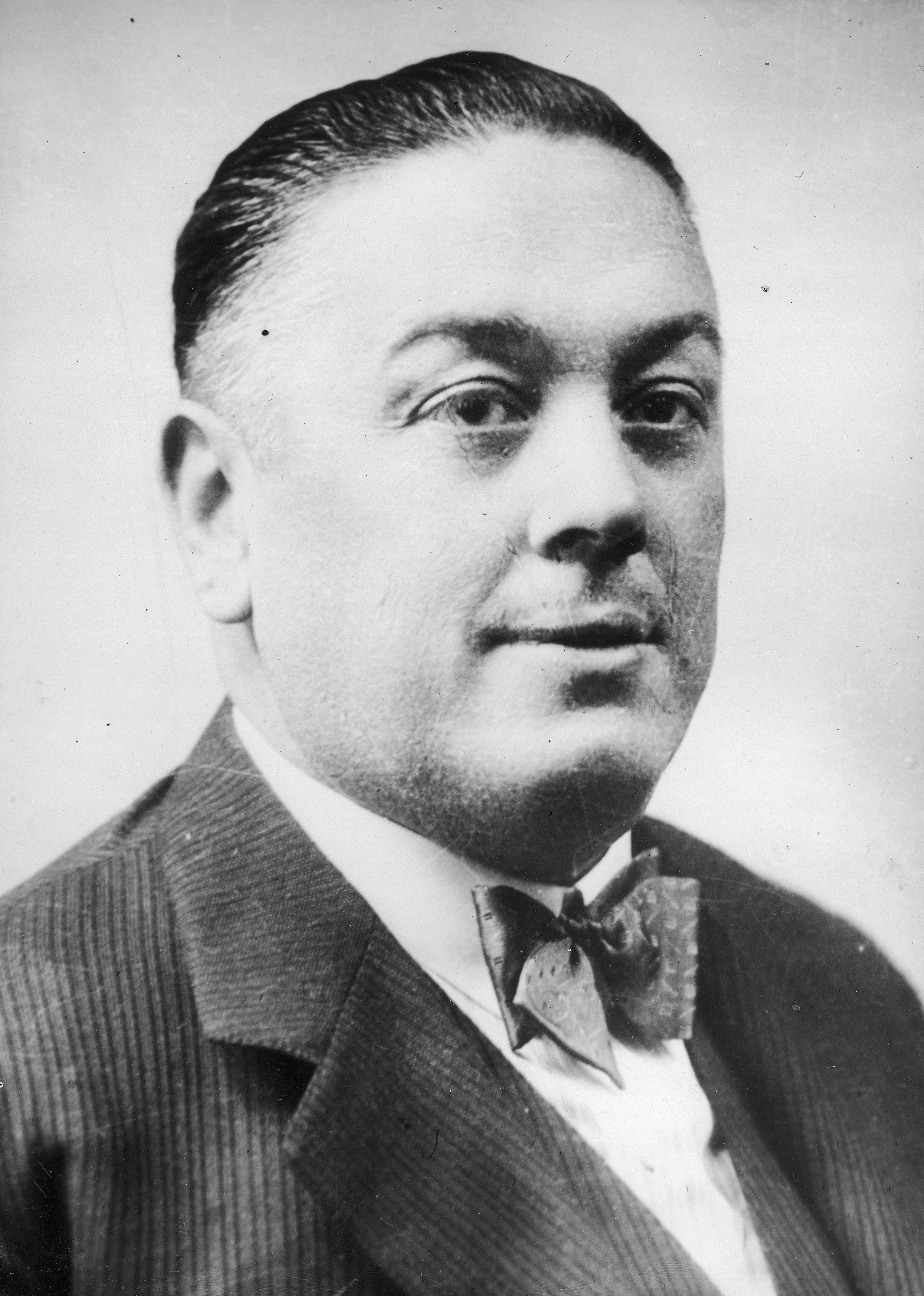
Diego Martínez Barrio

Diego Martínez Barrio (* 25. November 1883 in Sevilla; † 1. Januar 1962 in Paris) war ein spanischer Politiker und Ministerpräsident Spaniens (Presidente del Gobierno), amtierender Präsident der Zweiten Republik sowie Präsident der Exilrepublik.

## Leben

### Herkunft und berufliche Laufbahn
Martínez Barrio war der Sohn eines Maurers und einer Marktfrau. Nach dem Tode seiner Mutter 1894 nahm er eine Arbeit als Drucker auf, um damit die Abendschule zu finanzieren. Bald darauf trat er der Republikanischen Jugend von Sevilla (Juventud Republicana de Sevilla) bei. Während seines Militärdienstes verbrachte er 1907 wegen eines Artikels zwei Monate im Militärgefängnis, bis das Verfahren schließlich eingestellt wurde.
1908 trat er als Anhänger der Freimaurerei der Freimaurerloge von Sevilla (La Fe de Sevilla) bei. Zugleich wurde er Mitglied der 1908 von Alejandro Lerroux gegründeten Radikal-Republikanischen Partei (Partido Republicano Radical). Anschließend war er als Journalist tätig und Redakteur einer Zeitung der Freimaurerloge. Später war er Gründer und Herausgeber der Tageszeitung El Pueblo (Das Volk) und setzte sich maßgeblich für die Ideen der Radikal-Republikanischen Partei in Sevilla und Westandalusien ein.

### Frühe politische Laufbahn und Diktatur Primo de Riveras
Seine eigentliche politische Laufbahn begann 1910 mit seiner Wahl zum Mitglied des Stadtrates (Concejal del Ayuntamiento) von Sevilla. Nach dem Ersten Weltkrieg wurde er bei den Kommunalwahlen von 1920 als Stadtrat wiedergewählt. Bei der Wahl zum Deputiertenkongress (Congreso de los Diputados) wurde er zwar zum Abgeordneten gewählt, allerdings annullierte der Wahlrat (Junta de Censo) und der Oberste Gerichtshof (Tribunal Supremo) sein Wahlergebnis und berief stattdessen Juan Ignacio Luca de Tena zum Wahlsieger, der wiederum auf die Annahme des Mandats verzichtete. Kurz danach wurde er Vorsitzender der Radikal-Republikanischen Partei der Provinz Sevilla. Als solcher war er einer der Führer der Opposition in Westandalusien während der von September 1923 bis Januar 1930 dauernden Militärdiktatur von Miguel Primo de Rivera.
Am 7. August 1930 nahm er als Mitglied des Revolutionskomitees (Comite Revolucionario) an den Verhandlungen zur Unterzeichnung des bekannten Paktes von San Sebastián, in dem die republikanischen Parteien sich unter Niceto Alcalá-Zamora und Miguel Maura Gamazo, einem Sohn Antonio Maura Montaners vereinigten, um die Abdankung von König Alfons XIII. zu erreichen.

### Zweite Spanische Republik

#### Minister und Abgeordneter
Bei der Ausrufung der Zweiten Republik nach der Flucht von König Alfons XIII. am 14. April 1931 aufgrund des weithin als Sieg interpretierten Ergebnisses der Republikanischen Parteien bei den Kommunalwahlen vom 12. April 1931 befand er sich wie viele Oppositionspolitiker wegen seiner politischen Tätigkeiten im Exil in Frankreich.
Bereits einen Tag nach Proklamation der Republik wurde er am 15. April 1931 von Ministerpräsident Niceto Alcalá-Zamora zum Kommunikationsminister (Ministro de Comunicaciones) ernannt. Seine Rückkehr mit der Eisenbahn aus dem Exil nach Spanien zusammen mit Indalecio Prieto und anderen Exilpolitikern wurde zu einem Triumphzug. An allen Bahnhöfen wurden die Politiker von Menschenmassen begeistert empfangen. Am Bahnhof von Valladolid wurden sie vom Generalkapitän (Capitan General) der Provinz Valladolid mit militärischen Ehren und der Himno de Riego empfangen, der neuen Nationalhymne der Zweiten Republik. Unmittelbar nach der Ankunft in Madrid wurden die Politiker von Präsident Alcalá Zamora in ihren Ministerämtern vereidigt.
Bei den ersten Wahlen des Parlaments während der Zweiten Republik wurde er am 28. Juni 1931 zum Abgeordneten gewählt, wo er für drei Wahlperioden bis zum 30. Januar 1938 die Interessen der Wahlkreise Sevilla und zuletzt von Madrid vertrat.
Das Amt des Kommunikationsministers behielt er auch im darauf folgenden Kabinett von Manuel Azaña vom 14. Oktober 1931 bis zum 16. Dezember 1931. Azañas Nachfolger als Ministerpräsident, sein alter Parteifreund Alejandro Lerroux García, ernannte ihn am 12. September 1933 zum Innenminister (Ministro de Gobernación) in dessen erstem Kabinett.

#### Ministerpräsident von Oktober bis November 1933
Knapp einen Monat später wurde er am 8. Oktober 1933 als Nachfolger von Lerroux selbst zum ersten Mal Ministerpräsident Spaniens (Presidente del Gobierno). Als solcher bildete er eine bis zum 16. Dezember 1933 amtierende Regierung und wurde danach wieder von Lerroux abgelöst. Während dieser Zeit war er während der Abwesenheiten der Amtsinhaber im Oktober und November 1933 sowohl amtierender Kriegsminister (Ministro de Guerra) als auch im November 1933 für eine Woche amtierender Marineminister (Ministro de Marina). Seine Hauptaufgabe als Ministerpräsident war die Organisation der Parlamentswahlen vom 19. November 1933. Als von allen Parteien anerkannter Politiker regierte er moderat und überparteilich und erteilte auch die Erlaubnis zur Gründungsversammlung der faschistischen Falange am 29. Oktober 1933 im Teatro de la Comedia in Madrid. Die Parlamentswahlen am 19. November 1933 verliefen ohne Zwischenfälle und Martínez Barrio setzte während der Wahl auch das Notstandsrecht (Ley de Defensa de la Republica) außer Kraft, um jeden Anschein der Wahlmanipulation oder Unregelmäßigkeiten zu vermeiden.
Im zweiten Kabinett seines Nachfolgers Lerroux war er vom 16. Dezember 1933 bis zum 3. März 1934 stellvertretender Ministerpräsident (Vicepresidente del Consejo de Ministros) sowie zugleich bis zum 23. Januar 1934 Kriegsminister. Im Rahmen einer Kabinettsumbildung übernahm er vom 23. Januar bis zum 3. März 1934 wiederum das Amt des Innenministers. Nach Meinungsverschiedenheiten mit Lerroux verließ er die Radikal-Republikanische Partei und trat auch als Minister zurück. Stattdessen gründete er mit der Radikaldemokratischen Partei seine eigene Partei, die sich später in Unión Republicana umbenannte.
Nach der Eingliederung der Unión Republicana in die Volksfront (Frente Popular) wurde er auf der offenen Liste bei den Wahlen am 16. Februar 1936 zum Abgeordneten des Deputiertenkongresses gewählt, wo er einen der Madrider Wahlkreise vertrat. Dabei erhielt er mit 224.337 Stimmen das zweitbeste Wahlergebnis und nur 203 Stimmen weniger als der damalige Präsident der Spanische Sozialistische Arbeiterpartei (PSOE), Julián Besteiro.

#### Parlamentspräsident, amtierender Präsident der Republik und erneute Ministerpräsidentschaft
Am 16. März 1936 wurde er zunächst amtierender Präsident und dann vom 3. April 1936 bis zum 31. März 1939 Präsident des Deputiertenkongresses (Presidente de la Cámara). Als solcher war er nach der Amtsenthebung von Alcalá Zamora nach dem Wahlsieg der Frente Popular amtierender Präsident der Zweiten Republik vom 7. April 1936 bis zur Wahl von Manuel Azaña zum Präsidenten am 11. Mai 1936. Als Parlamentspräsident gehörte er zugleich zu den engsten Beratern von Azaña.
Am 19. Juli 1936 war er für drei Stunden als Nachfolger von Santiago Casares Quiroga wiederum Ministerpräsident, um die am 17. Juli durch Francisco Franco begonnene Militärrevolte einzuschränken. Allerdings folgte ihm noch am gleichen Tag José Giral Pereira als Ministerpräsident nach, da ihm trotz der Gespräche mit General Emilio Mola über die Bildung einer Regierung der Versöhnung die Verhinderung des durch Francos Revolte begonnenen Bürgerkrieges nicht gelang.
Nach dem Beginn der Herrschaft von Franco am 30. Januar 1938 war das Parlament jedoch inaktiv und er de facto von seiner Aufgabe als Parlamentspräsident entbunden.

#### Ende der Zweiten Republik und Exil
Nach der Machtübernahme durch Franco und dem endgültigen Ende der Zweiten Republik am 1. April 1939 ging er zunächst wieder ins Exil nach Frankreich, wo er für kurze Zeit zum Präsidenten der Exilregierung gewählt wurde. Bald darauf ging er ins Exil nach Mexiko, wo er 1945 wieder zum Präsidenten der Exilregierung gewählt wurde. Dieses Amt hatte er bis zu seinem Tode in Paris inne. In den ersten beiden Jahren war Giral Pereira Ministerpräsident der Exilregierung.
2000 wurden seine sterblichen Überreste von Paris in seine Heimatstadt Sevilla überführt. 2008 ehrte ihn der Stadtrat von Sevilla mit der Herausgabe seiner gesammelten Reden und Schriften zwischen 1901 und 1959 unter dem Titel Palabra de republicano (Worte eines Republikaners).